# Alamillo
Alamillo és un municipi de la província de Ciudad Real a la comunitat autònoma de Castella-La Manxa.
El terme formava part originalment d'Almadén. Hom situa el naixement de la localitat al segle xvi, quan el 1575 es documenta que tenia tretze veïns. D'entrada existien Alamillo Alto i Alamillo Bajo, però va ser l'última la que va subsistir i reunir la població, deixant en ruïnes l'altra.
El 2 d'agost de 1644 el governador Juan Aguirre va nomenar un alcalde donant-li sols jurisdicció sobre el lloc de Gargantiel, tot i que va continuar depenent d'Almadén. Amb tot, es van anar nomenant diversos càrrecs públics, fins que va arribar la seva independència municipal, mentre el veïnat va anar creixent durant els segles XVIII i XIX: el 1785 tenia 104 veïns, 231 el 1857 i en el cens de 1887 tenia 351 veïns i 1337 habitants.
Al llarg del segle XVII també es van intentar obtenir millores respecte a l'església, per tal de construir església, així com millorar l'ermita que hi havia a la població, que el 1701 va ser erigida com a tinença parroquial d'Almadén.

## Demografia
| 2001 | 2002 | 2003 | 2004 | 2005 | 2006 |
| ---- | ---- | ---- | ---- | ---- | ---- |
| 692  | 674  | 654  | 631  | 618  | 615  |